# ماركوس ميخائيل
ماركوس ميخائيل (باليونانية: Μάρκος Μιχαήλ)‏ (13 يونيو 1991 بليماسول في قبرص - ) هو لاعب كرة قدم قبرصي في مركز الهجوم. شارك مع منتخب قبرص تحت 19 سنة لكرة القدم ومنتخب قبرص تحت 21 سنة لكرة القدم. أما مع النوادي، فقد لعب مع أريس ليماسول وأنورثوسيس فاماغوستا وأولمبياكوس نيقوسيا ونادي بترولول بلويشتي ونيا سلاميس فاماغوستا وNikos & Sokratis Erimis ‏ وEnosis Neon Parekklisia FC ‏.

## وصلات خارجية
- ماركوس ميخائيل على موقع الاتحاد الأوربي (الإنجليزية)
- ماركوس ميخائيل على موقع قاعدة بيانات كرة القدم.إي يو (الإنجليزية)
- ماركوس ميخائيل على موقع Soccerway.com (الإنجليزية)